# Zaatari

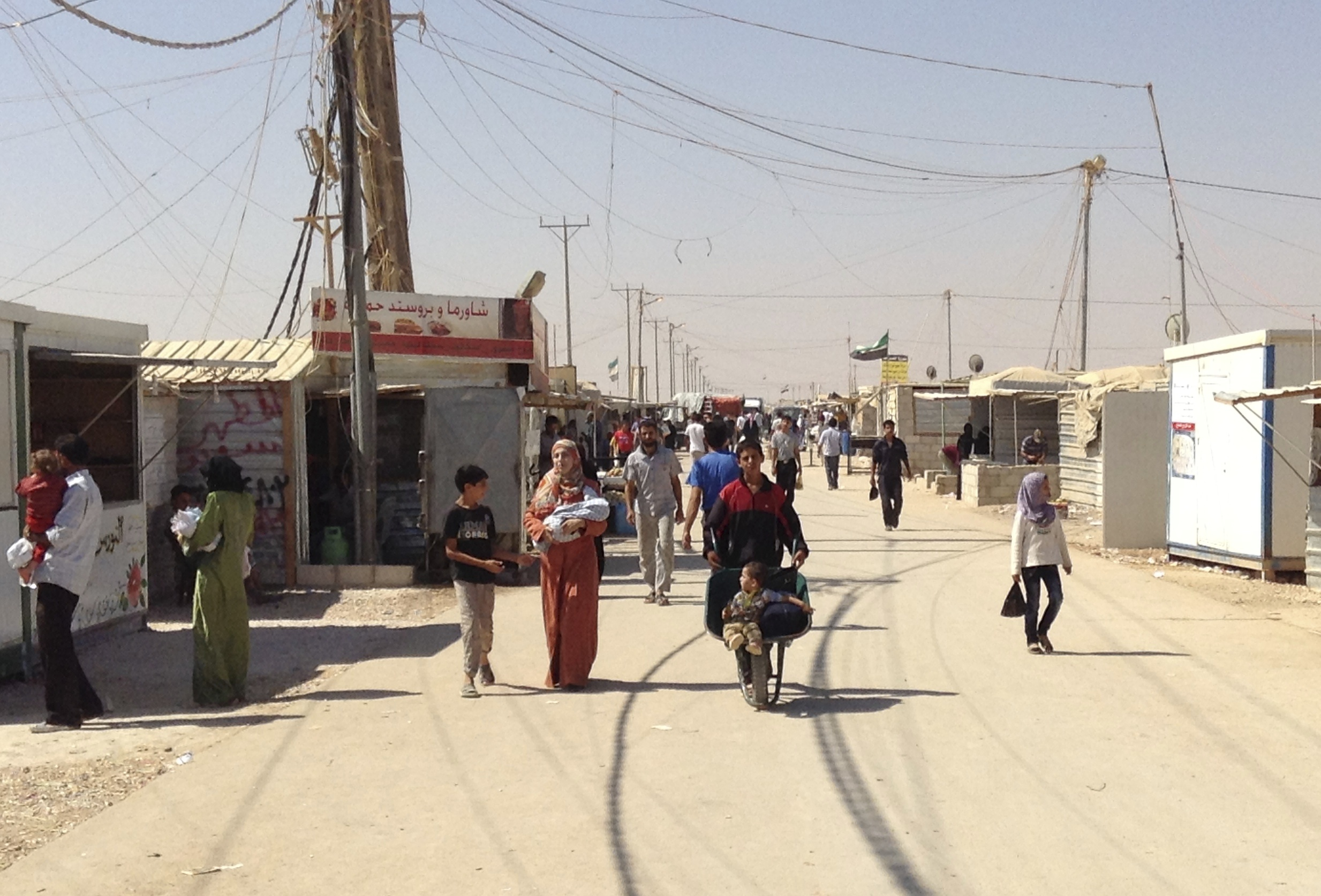
Zaatari, 2013

Zaatari (Arabiska: مخيم الزعتري) är en flyktingförläggning i Jordanien, omkring tio kilometer öster om al-Mafraq. Förläggningen öppnades den 28 juli 2012 för att ta emot flyktingar från det syriska inbördeskriget som bröt ut 2011. Den 4 juli 2013 beräknades lägret hysa 144 000 flyktingar. Lägret, som 2022 hyste omkring 80 000 flyktingar, har kommit att bli en symbol för det långvariga kriget i Syrien.

## Förhållandena i lägret
Allt sedan öppnandet har demonstrationer hållits i lägret. Den huvudsakliga kritiken har rört otillräcklig mattillförsel och undermåliga bostäder Kriminaliteten har rapporterats öka, bland annat narkotikabrott och prostitution.